# Provincia Milano
Milano este o provincie în regiunea Lombardia în Italia.
1. ↑   http://web.tiscali.it/gpp.bo/index_22_12_file/SCHEDE/1859_legge_RATTAZZI.html Lipsește sau este vid: |title= (ajutor)